# 소유 (후한)
소유(蘇由, ? ~ ?)는 중국 후한 말의 무장이다.

## 생애
원상(袁尙)을 섬겼다.
건안(建安) 9년(204년) 2월, 원상의 명령으로 심배(審配)와 함께 업(鄴)을 지키나 조조(曹操)의 군세가 접근하자 이에 내응하고자 하였다. 그러나 계획이 탄로나 성 안에서 심배와 시가전을 벌였고, 패하여 조조에게 몸을 의탁하였다.

## 《삼국지연의》 속 소유
조조의 밑으로 들어가는 과정은 기록되어있지 않다.